# 明長寺 (川崎市)
明長寺（みょうちょうじ）は、神奈川県川崎市川崎区にある天台宗の寺院。

## 歴史
文明年間（1469年 - 1487年）、静圓法印によって開山された。しかし、1669年（寛文9年）の落雷で焼失したため、詳細は不明になっている。現在の本堂は1782年（天明2年）に再建されたものである。
当寺には、「葵梶葉文染分辻が花染小袖」と呼ばれる小袖が所蔵されている。『新編武蔵風土記稿』によると、この小袖は荻田主馬が大坂夏の陣の戦功で徳川家康より拝領したもので、後に末裔が1748年（延享5年）に当寺に預けたものである。現在、重要文化財に指定されており、非公開となっている。

## 文化財
- 葵梶葉文染分辻が花染小袖（重要文化財 1971年（昭和46年）6月22日指定）[4]
- 紙本着色地蔵菩薩及び十王図（川崎市重要歴史記念物 2006年（平成8年）1月25日指定）[5]

## 交通アクセス
- 京急大師線川崎大師駅より徒歩5分。
- 京急大師線東門前駅より徒歩6分。